# Kanton L'Isle-sur-la-Sorgue
Kanton L'Isle-sur-la-Sorgue (fr. Canton de L'Isle-sur-la-Sorgue) je francouzský kanton v departementu Vaucluse v regionu Provence-Alpes-Côte d'Azur. Tvoří ho devět obcí.

## Obce kantonu
- Cabrières-d'Avignon
- Châteauneuf-de-Gadagne
- Fontaine-de-Vaucluse
- Jonquerettes
- Lagnes
- Le Thor
- L'Isle-sur-la-Sorgue
- Saint-Saturnin-lès-Avignon
- Saumane-de-Vaucluse